# محمد خليل القارئ
محمد بن خليل بن عبد الرحمن القارئ إمام مسجد قباء في المدينة المنورة وإمام المسجد النبوي المكلف سابقاً، وهو ابن خليل القارئ.

## نشأته
ولد بمكة المكرمة عام 1386هـ وبدأ رحلته مع القرآن الكريم بالمدينة النبوية، تحت عناية وتوجيه والده وشيخه، الشيخ خليل القارئ والذي كان مصنعاً للحفاظ والمتقنين، وتخرج على يديه كبار القراء والمقرئين.
قرأ الشيخ محمد بن خليل على والده ختماتٍ عديدة من أول القرآن إلى آخره. درَّس الشيخ محمد خليل القارئ في المدارس الرائدة ذات التاريخ العريق بالمدينة المنورة، مثل مدرسة أبي بن كعب التي درس فيها أكثر أهل القرآن، ودرَّس أيضاً بقسم القراءات بكلية القرآن الكريم بالجامعة الإسلامية، كما كان له شغف حضور حلق العلماء الكبار، كالشيخ الفقيه عطية محمد سالم.

## عمله
تولى التدريس بمعهد المدينة المنورة لتحفيظ القرآن الكريم التابع لجامعة الإمام محمد بن سعود الإسلامية، ثم تولى رئاسة الشئون التعليمية بالجمعية الخيرية لتحفيظ القرآن الكريم بالمدينة المنورة، كما عمل مشرفاً تربوياً تعليمياً لدار القرآن بالمدينة المنورة، وكلف بالإشراف على مقارئ دار القرآن الكريم، وطاف أرجاء المعمورة قارئاً ومقرئاً وناشراً للعلم.

## صوته وإمامته
رُزق صوتاً مميزًا وجميلاً أهلهُ للتصدر في مجالس الإقراء الرسمية والخيرية، فتقلب في إمامة مساجد عديدة، منها مسجد ميقات ذي الحليفة لعامي 1407هـ و1408هـ، كما أم بمسجد ديار بني سلمة الشهير بمسجد القبلتين لعامي 1425ه‍ـ و1426ه‍ـ، وأمَّ أيضاً في مسجد قباء قرابة ثلاثين عامًا بدءًا من عام 1409ه‍ـ، ثم كان كان ختام السير والمسير، حين اختير ليُكلَّف بإمامة المسجد النبوي في شهر رمضان المبارك عاميّ 1437 و1438هـ. له مدارس إقراء في المدينة النبوية يتردد عليها الطلاب ويزدحمون.

## وفاته
تُوفي فجر يوم الاثنين 18 شوال 1444 هـ الموافق 8 مايو 2023 في المدينة المنورة وذلك في العناية المركزة بالمستشفى التخصصي بعد معاناة مع المرض، وصُلي عليه بعد صلاة المغرب من نفس اليوم في المسجد النبوي ودُفن في بقيع الغرقد. وكان أخوه محمود قد توفي في يونيو العام السابق، في حين توفي أخوهما أحمد، وهو أيضاً قارئ للقرآن قبل خمسة أعوام. أما أبوهم خليل فقد توفي في سبتمبر 2018.